# Sex Tape
Sex Tape (bra: Sex Tape - Perdido na Nuvem; prt: Sex Tape - O Nosso Vídeo Proibido) é um filme de comédia norteamericano dirigido por Jake Kasdan e escrito por Kate Angelo, Jason Segel e Nicholas Stoller. O filme é estrelado por Cameron Diaz, Jason Segel, Rob Corddry, Ellie Kemper e Rob Lowe. O filme foi lançado em 18 de julho de 2014 pela Columbia Pictures.
O diretor Jake Kasdan já tinha trabalhado com a dupla principal do longa. Comandou Cameron Diaz em Bad Teacher e Jason Segel na série Freaks and Geeks.
O filme foi nomeado para o Framboesa de Ouro, Cameron Diaz venceu como Pior Atriz para este filme e The Other Woman, e a produção foi indicada também para Pior Dupla para Cameron Diaz e Jason Segel e Pior Roteiro para Kate Angelo, Jason Segel e Nicholas Stoller.

## Sinopse
Jay (Jason Segel) e Annie (Cameron Diaz) são um casal que fazem sexo em todas as hipóteses em que podem. Depois de terem dois filhos, têm menos oportunidades para fazer sexo. Numa noite, enquanto as crianças estão longe, eles tentam reacender sua vida sexual. Depois de Jay lutar para conseguir uma ereção, Annie sugere fazer uma fita de sexo. Eles se filmam fazendo sexo em todas as posições listadas no livro The Joy of Sex. Depois de Annie pedir a Jay para apagar a fita, ele acaba, inadvertidamente, sincronizando o vídeo para vários iPads que o casal tinha dado ao longo do tempo. Depois de não conseguirem tirá-lo da nuvem, eles partem em busca de trazer todos os iPads com os vídeos, levando a uma série de encontros estranhos na busca.
Após juntarem os iPads e apagarem os vídeos, o filho de seu vizinho ameaça carregar sua fita de sexo no YouPorn, a menos que eles lhe deem US$ 25.000,00. Não tendo êxito em conseguir o dinheiro, eles invadem a sede da YouPorn e começam a destruir os seus servidores. Seu plano é rapidamente frustrado quando o alarme soa. O proprietário (Jack Black) e seus comparsas enfrentam-nos e ameaçam chamar a polícia, mas concordam em não fazê-lo em troca de US$ 15.000,00 para cobrir os danos. Ele também remove o vídeo do casal e explica que bastaria eles terem enviado um e-mail se queriam remover um vídeo. Depois de eliminar todas as cópias do vídeo, exceto uma, Jay e Annie decidem ver o vídeo mais uma vez. Em seguida, eles tomam a unidade USB flash drive que contém o vídeo e vão para fora para esmagá-lo com um martelo, batem-no em um liquidificador, tacam-lhe fogo, e enterram as peças.

## Elenco
- Cameron Diaz como Annie Hargrove
- Jason Segel como Jay Hargrove
- Rob Corddry como Robbie Thompson
- Ellie Kemper como Tess Thompson
- Rob Lowe como Hank Rosenbaum, chefe de Annie.
- Harrison Holzer como Howard
- Nat Faxon como Max
- Nancy Lenehan como Linda
- Randall Park como Edward
- Jack Black como Lamont, dono do YouPorn
- Jolene Blalock como Catalina, a esposa de Lamont
- Dave "Gruber" Allen como carteiro
- Kumail Nanjiani como Punit
- Artemis Pebdani como Kia

## Produção
Sony Pictures adquiriu o roteiro em junho de 2011. No final de outubro de 2011, Nicholas Stoller estava em discussões para dirigir o filme, batendo Mark Waters. Jason Segel foi considerado para o papel do sexo masculino, enquanto Reese Witherspoon, Amy Adams, Emily Blunt, Rose Byrne e Jennifer Garner foram todas citadas para o papel feminino. Em março de 2012, Jake Kasdan foi anunciado como o diretor para o filme. No momento em que Cameron Diaz tinha sido nomeada como uma possibilidade para o papel de a esposa de Segel, mas ela só entrou em negociações em abril de 2013.
Filmagem principal começou em 12 de setembro de 2013 em Newton, Massachusetts. A casa de Hank está situado no subúrbio de Weston, Massachusetts.

### Filmagens
Em entrevista para a revista Glamour, Cameron Diaz confessou que ficou um pouco sem graça durante as gravações das cenas de sexo para o filme, "A parte mais difícil foi não rir. O diretor ficava, literalmente, em cima da gente, dizendo: 'Mais rápido, mais rápido!'. Isso foi o mais constrangedor! Sorte que usei muita fita dupla face, o que chamamos de modesty garments (o tradicional tapa-sexos). Ah, não sou atriz pornô, né?", completou. Em relação a nudez, em entrevista para a revista Esquire, ela disse "Foi minha primeira vez. Mas Jason [Segel] ficou nu também. É apenas uma parte do papel. Então, eu fiz isso. Quer dizer que você vai ver tudo". Cameron também comentou da cena do parto, "Eu estava em um quarto no meio do nada em Massachusetts, às 11 da noite, fazendo uma cena de parto com todo mundo gritando ao meu redor Jason, o cameramen, o diretor e eu agindo como se tivesse que empurrar uma bola de basquete para fora da minha 'vajoon'. Loucura, né? O lance é que eu sempre encontro um momento para dizer: 'Temos sorte. Este é um grande trabalho. Um trabalho divertido".

## Lançamento

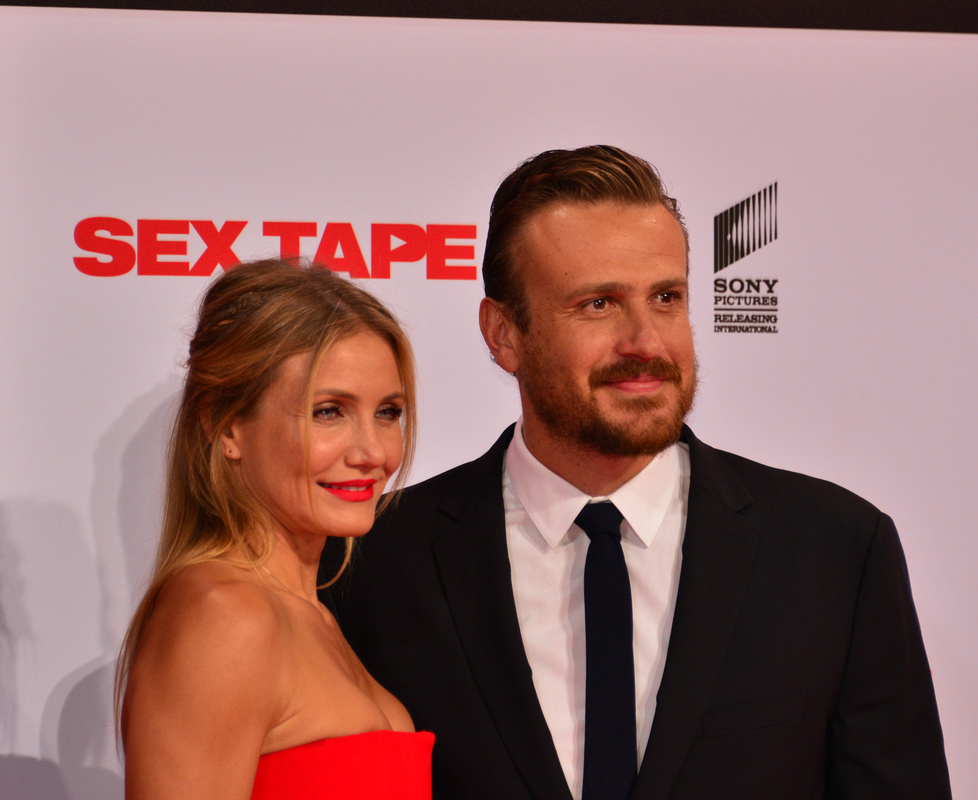
Diaz e Segel na estréia em Berlim do filme

Em 17 de março de 2014, o primeiro cartaz e algumas fotos do filme foram liberadas, seguido por um trailer restrito para maiores em 2 de abril de 2014 e um trailer livre em 24 de abril de 2014. Em 5 de junho, a Sony do Reino Unido lançou um trailer internacional do filme. Em 19 de junho, um trailer final também para maiores foi lançado. Em 30 de maio de 2014, data de lançamento do filme foi empurrado de 25 de julho de 2014 a 18 de julho de 2014.
Em 19 de junho, um trailer final restrito para maiores foi lançado, que foi anexado nos cinemas com a comédia de Melissa McCarthy, Tammy.

### Censura indiana
A Comissão Examinadora do Central Board of Film Certification (CBFC) na Índia rejeitou o filme. Após algumas mudanças, eles aceitaram o filme, que foi lançado no país em 29 de agosto de 2014.

### Bilheteria
O filme foi lançado em 2,457 cinemas na América do Norte e arrecadou $1.1 milhão em sua abertura de apresentações na quinta-feira à noite. Em sua semana de estreia, o filme arrecadou $14.6 milhões terminando em 4 º lugar nas bilheterias.
A partir de 12 de agosto de 2014, o filme arrecadou $37.3 milhões nos Estados Unidos e $25,9 milhões em outros territórios para um total bruto de $63.2 milhões.
No final de sua bilheteria, Sex Tape faturou US$38,5 milhões nos EUA e Canadá e US$87,5 milhões em outros territórios, totalizando US$126,1 milhões, em um orçamento de US$40 milhões.

### Recepção da crítica
A recepção crítica de Sex Tape têm sido geralmente negativa. Ele detém atualmente uma classificação de 18% na revisão do site Rotten Tomatoes, baseado em 111 opiniões com uma classificação média de 4/10. No Metacritic, baseado em 34 críticos, o filme tem uma classificação de 36/100, indicando "revisões geralmente desfavoráveis".